# Joaquina López de Madariaga
Joaquina López de Madariaga (La Puebla de Arganzón, 12 de septiembre de 1813-Vitoria, 6 de octubre de 1876) fue una escritora y dramaturga española.

## Biografía
Nacida en La Puebla de Arganzón el 12 de septiembre de 1813, fue escritora y dramaturga. Era hija de Blas Domingo López, toga foral de la provincia de Álava. Estuvo casada desde 1840 con Blas Madariaga, empleado de hacienda militar. En 1841 nació su hija Zoe.
Su pensamiento liberal se ve reflejado a lo largo de su obra y fue una gran defensora del derecho a la educación de las mujeres.
Dedicó sus primeras poesías a cantar los triunfos de la reina Isabel II en la guerra civil, y después continuó publicándolas en diferentes periódicos con el pseudónimo de «La Alavesa». Su fama fue oscurecida con el ascenso de la escritora Gertrudis Gómez de Avellaneda, ya hacia 1840. Fue autora de las piezas teatrales La Promesa se cumplió (en dos actos) y La Romántica de Salas (en cinco actos).